# Avenida Poeta Lugones
La Avenida Poeta Lugones es una avenida cordobesa totalmente asfaltada, que pasa por el área céntrica de esta ciudad argentina, más precisamente por el barrio Nueva Córdoba. La misma tiene un recorrido de 1.2 km y se extiende desde la intersección de la Plaza España hasta el Nudo Vial Mitre, donde se encuentra el Hombre urbano. La avenida tiene tres carriles por sentido de circulación. La arteria sirve como límite entre el barrio céntrico y el Parque Sarmiento.

## Toponimia
La avenida lleva este nombre en honor al poeta, ensayista, periodista y político argentino, Leopoldo Lugones .